# You're My Heaven
You're My Heaven (넌 나의 천국?, Neon Naui Cheonguk) è un singolo digitale della boy band sudcoreana SS501, pubblicato il 27 giugno 2008 per il mercato coreano. Il brano è stato successivamente incluso nell'EP del gruppo Find del 2008.

## Tracce
Download digitale
1. You're My Heaven (넌 나의 천국)
2. You're My Heaven (Inst.) (넌 나의 천국)